# 索里塔德洛斯卡内斯
索里塔德洛斯卡内斯，是西班牙卡斯蒂利亚-拉曼恰瓜达拉哈拉省的一个市镇。总面积20平方公里，总人口91人（2001年），人口密度5人/平方公里。